# Blakea glabrescens
Blakea glabrescens är en tvåhjärtbladig växtart som beskrevs av George Bentham. Blakea glabrescens ingår i släktet Blakea och familjen Melastomataceae. Inga underarter finns listade i Catalogue of Life.